# 加藤和彦の世界
『加藤和彦の世界』（かとうかずひこのせかい）は1999年2月25日にPヴァインから発売された、加藤和彦のコンピレーション・アルバム。

## 解説
加藤和彦が1969年から1975年までに制作した楽曲のレア音源を集めたアルバムである。ザ・フォーク・クルセダーズ解散後のソロ活動期およびサディスティック・ミカ・バンド時代にレコーディングした企画盤やライブ音源、加藤がプロデュースを手掛けた他アーティストのシングルなどが収められている。

## アートワーク
アルバムカバーはデザイン集団“WORKSHOP MU!!”の作品が使用された。フロント・カバーにはサディスティック・ミカ・バンドのファースト・アルバム『SADISTIC MIKA BAND』の初回プレス分に封入されていたボーナスEPのアートワークが流用され、バック・カバーにはミカ・バンドのセカンド・アルバム『黒船』のアートワークが使われた。ライナーノーツは湯浅学と田口史人が手がけている。

## 収録曲
音源の初発売年月とレコード(CD)規格番号を付記。楽曲の時間表記はCDに基づく。
1. 明日晴れるか - (3:19)
作詞：阿久悠、作曲：加藤和彦、編曲：加藤和彦とそのグループ
加藤のソロ・デビュー・シングル 「僕のおもちゃ箱」 のカップリング曲。（1969年4月、EP-1143）
2. ネズミ・チュウ・チュウ・ネコ・ニャン・ニャン（シングル・ヴァージョン） - (3:20)
作詞：松山猛、作曲：加藤和彦、編曲：ありたあきら
加藤のソロ名義による2枚目のシングル曲。（1969年9月、EP-1173）
3. 日本の幸福 - (3:29)
作詞：佐藤信、作曲：加藤和彦、編曲：加藤和彦とそのグループ
前記シングルのカップリング曲。
4. カフェ・ル・モンドのメニュー - (5:19)
作詞：松山猛、作曲：加藤和彦、編曲：加藤和彦とそのグループ
翁玖美子とのユニット“チッチとサリー”名義によるシングル「チッチとサリー」のカップリング曲。サイド・ヴォーカルは小野和子。
5. チッチとサリー - (3:03)
作詞：秋野由美子、補作詞：みつはしちかこ、作曲：加藤和彦、編曲：加藤和彦とそのグループ
前記シングル曲。当該CDの解説ではこの楽曲のサイド・ヴォーカルは小野和子となっているが、正しくは翁玖美子である。（1970年3月、EP-1208）
6. ぼくのそばにおいでよ（ライブ） - (3:25)
訳詞：日高仁、作詞/作曲：エリック・アンダーソン
1969年8月29日、渋谷公会堂で行なわれたライブ「実況録音のためのカレッジ・ポップス・コンサート」での演奏。アルバム『カレッジ・ポップス・コンサート』収録。（1969年11月、EP-7730）原曲はアルバム『ぼくのそばにおいでよ』収録。
7. カフェ・ル・モンドのメニュー（ライブ） - (4:00)
1970年1月6日、渋谷公会堂で行われたライブ「カレッジ・ポップス出初式」での演奏。シングルと同じく小野和子がサイド・ヴォーカルで参加している。アルバム『カレッジ・ポップス出初式』収録。（1970年3月、EP-7742）
8. ウィズ・ア・リトル・ヘルプ・フロム・マイ・フレンズ（ライブ） - (3:01)
ザ・ビートルズの楽曲。1970年12月24日、渋谷公会堂で行なわれた「S.O.S.ライブ」での演奏。同名アルバムに収録。（1971年4月、TP-7512〜13）
9. もしも（ライブ） - (3:23)
作詞：松山猛、作編曲：加藤和彦
前記ライブでの演奏。原曲はアルバム『スーパー・ガス』収録曲「もしも、もしも、もしも」。
10. 不思議な日（ライブ） - (2:55)
作詞：松山猛、作編曲：加藤和彦
前記ライブでの演奏。原曲は前記アルバムに収録。
11. 家をつくるなら（ライブ） - (2:14)
作詞：松山猛、作編曲：加藤和彦
1971年7月30日、バンクーバーのリッチモンド・アリーナで行われたライブ「ヤング・ジャパン国際親善演奏旅行」での演奏。（1971年12月、TP-9401）原曲は前記アルバムに収録。
12. ララ・ムラ（ライブ） - (3:15)
作詞/作曲：Donovan、編曲：加藤和彦
ドノヴァンの楽曲“La Moora”のカバー。前記ライブでの演奏。
13. 私のレコード - (3:23)
作詞：秋川リサ、作編曲：高橋信之
加藤がプロデュースを手がけた秋川リサのシングル曲。コーラスにBUZZのメンバーが参加している。（1973年8月、DTP-2897）
14. 私のレコード B面用 - (3:21)
作詞：秋川リサ、作編曲：高橋信之
前記シングルのカップリング曲。
15. レコーディング・データ（featuring 怪傑シルヴァー・チャイルド） - (4:36)
作詞：ミカ、作曲：高中正義
サディスティック・ミカ・バンドのファースト・アルバム『SADISTIC MIKA BAND』の初回プレス分に封入されていたボーナスEP収録曲。“タカちゃん・カメちゃん”がDJを務め[1]、同アルバムの収録曲「怪傑シルヴァー・チャイルド」に乗せてアルバム・クレジットを喋っている。（1973年5月、BRT-1001）
16. サイクリング・ブギ（ボーナスEPヴァージョン） - (2:22)
作詞：つのだひろ、作編曲：加藤和彦
前記EP盤のカップリング曲。前記アルバムの先行シングル・ヴァージョンとはテイクが異なる。
17. お花見ブギ - (2:24)
作詞：松山猛、作曲：加藤和彦
『黒船』のセッションで録音され[2]、サディスティック・ミカ・バンド幻のアルバム『駅前旅館』に収録される予定だった楽曲。ミカ・バンド解散後の1977年8月5日に発売されたベスト・アルバム『ベスト・メニュー!』に初収録された。（1977年8月、DTP-72263）モノラル録音。
18. マダマダ産婆（ライブ） - (3:05)
作詞：高橋幸宏、作曲：加藤和彦、編曲：サディスティック・ミカ・バンド
1975年9月21日、神田共立講堂で行なわれたミカ・バンドの渡英直前のライブでの演奏で、前記ベスト・アルバムに収録。原曲はミカ・バンドのサード・アルバム『HOT! MENU』に初収録。
19. ピクニック・ブギ（ライブ） - (4:00)
作詞：松山猛、作曲：加藤和彦
前記ライブでの演奏。1989年10月11日に発売されたコンピレーション・アルバム『極東ロック・レア・トラックス』に収録（CT25-5579）。原曲はLP『ラブ・ジェネレーション・ライヴ・コンサート』に初収録。
20. 銀河列車（ライブ） - (3:41)
作詞：松山猛、作曲：加藤和彦
前記ライブでの演奏。前記コンピレーション・アルバムに収録。原曲はLP『ラブ・ジェネレーション・ライヴ・コンサート』に初収録。CD化された音源では、LPに収録されていた際にあった、終奏後のMCがカットされている。
21. アーサーのブティック - (8:21)
作詞：松山猛、作編曲：加藤和彦
加藤和彦と北山修がラジオパーソナリティに扮し、当時の日本のフォーク・ポップスを紹介した企画盤『ON AIR 日本ポップス界を斬る』収録。（1970年、EP-7748）楽曲部分はアルバム『ぼくのそばにおいでよ』収録ヴァージョン。

## 発売履歴
| 形態 | 発売日         | 品番     | レーベル  | アートワーク  | 解説            | リマスタリング | 備考                                   |
| ---- | -------------- | -------- | --------- | ------------- | --------------- | -------------- | -------------------------------------- |
| CD   | 1999年02月25日 | PCD-1472 | Pヴァイン | WORKSHOP MU!! | 湯浅学/田口史人 | 記載なし       | 【初出】“ニューロックの夜明け” 番外編6 |